# 中国国家女子足球队比赛资料 (2020年-2029年)
本条目列出中国国家女子足球队在2020年至2029年间的正式比赛资料，正式比赛指中国女足参加且对手为其他足协代表队的比赛。
  胜
  平
  负
  赛程

## 2020年
| 2020年2月7日 奥运会资格赛第三轮 | 中國                                                     | 6–1                      | 泰國                | 澳大利亚，悉尼                                 |
| 16:30 UTC+11                    | - 李影 6', 66' - 张馨 11' - 王珊珊 41' - 唐佳丽 45', 51' | Live Report Stats Report | - 塞拉万·恩塔美 80' | 場館： 金宝镇体育场 ： Abirami Naidu（新加坡） |

| 2020年2月10日 奥运会资格赛第三轮 | 中華臺北 | 0–5                      | 中國                                                  | 澳大利亚，悉尼                                |
| 16:30 UTC+11                     |          | Live Report Stats Report | - 唐佳丽 5' - 吴海燕 25' - 王珊珊 26', 30' - 李影 34' | 場館： 金宝镇体育场 ： Mahsa Ghorbani（伊朗） |

| 2020年2月13日 奥运会资格赛第三轮 |                  | 1–1                      | 中國       | 澳大利亚，悉尼                          |
| 19:30 UTC+11                     | 范埃格蒙德 90+2' | Live Report Stats Report | 唐佳丽 86' | 場館： 西悉尼体育场 ： 山下良美（日本） |

## 2021年
| 2021年4月8日 奥运会资格赛附加赛 |              | 1–2                                             | 中國                      | 韩国，高阳                                                      |
| 16:00 UTC+9                     | - 姜彩林 39' | Live Report (AFC) 数据报告 (AFC) 报告（韩足协） | - 张馨 33' - 王霜 73'（） | 場館： 高阳体育场 入場人數： 1,091 ： 凯西·赖贝尔特（澳大利亚） |

| 2021年4月13日 奥运会资格赛附加赛 | 中國             | 2–2 (加時)                       |                                     | 中国，苏州                                            |
| 16:00 UTC+8                      | - 王霜 69', 104' | Live Report (AFC) 数据报告 (AFC) | - 姜彩林 31' - 李梦雯 45'（乌龙球） | 場館： 苏州奥林匹克体育中心体育场 ： 山下良美（日本） |

| 2021年7月21日 奥运会 | 中國 | 0–5                        | 巴西                                                                          | 日本，利府町                                                |
| 17:00 UTC+9          |      | 报告 (奥组委) 报告（FIFA） | - 玛塔 9', 74' - 德比妮亞 22' - 安德烈莎·阿尔维斯 82'（） - 比雅·扎內拉托 89' | 場館： 宫城体育场 入場人數： 0 ： 卡捷琳娜·蒙祖爾（乌克兰） |

| 2021年7月24日 奥运会 | 中國                       | 4–4                         | 尚比亞                                                | 日本，利府町                                                 |
| 17:00 UTC+9          | 王霜 6', 22', 23', 83'（） | 报告（奥组委） 报告（FIFA） | - 蕾切尔·昆达南吉 15' - 芭芭拉·班达 42'（）, 46', 69' | 場館： 宫城体育场 入場人數： 0 ： 梅丽莎·博尔哈斯 (洪都拉斯) |

| 2021年7月27日 奥运会 | 荷蘭 | 8–2                         | 中國                      | 日本，横滨                                                         |
| 20:30 UTC+9          | - 沙妮丝·范德桑登 12' - 莉内特·贝伦斯泰因 37', 45+2' - 莉克·马滕斯 47', 70' - 薇薇安·米德馬 65', 76' - 维多利亚·佩洛娃 72' | 报告（奥组委） 报告（FIFA） | - 王珊珊 28' - 王妍雯 69' | 場館： 横滨国际综合竞技场 入場人數： 0 ： 萨利玛·穆坎桑加 (卢旺达) |

## 2022年
| 2022年1月20日 亚洲杯 | 中國                                    | 4–0                     | 中華臺北 | 印度，孟买                                  |
| 15:30 UTC+5:30       | 王霜 3'（）, 68' · 王珊珊 9' · 张馨 54' | 报告（FIFA） 报告 (AFC) |          | 場館： 孟买足球场 ： Abirami Naidu (新加坡) |

| 2022年1月23日 亚洲杯 | 伊朗 | 0–7  | 中國                                                                                     | 印度，孟买                                  |
| 15:30 UTC+5:30       |      | 報告 | - 王霜 28', 49'（） - 肖裕仪 43' - 王珊珊 55', 59' - 唐佳丽 77' - F. Adeli 82'（乌龙球） | 場館： 孟买足球场 ： Pansa Chaisanit (泰国) |

| 2022年1月26日 亚洲杯 | 印度 | 取消 | 中國 | 印度，孟买        |
| 19:30 UTC+5:30       |      | 報告 |      | 場館： 孟买足球场 |

| 2022年1月30日 亚洲杯 | 中國                                 | 3–1  | 越南         | 印度，新孟買                                          |
| 17:30 UTC+5:30       | - 王霜 25' - 王珊珊 52' - 唐佳麗 53' | 報告 | 阮氏雪蓉 11' | 場館： DY Patil Stadium 入場人數： 0 ： 吳賢貞 (韩国) |

| 2022年2月3日 亚洲杯                    | 中國                       | 2–2 (加時) (4–3 )                                    | 日本                 | 印度，浦那                                                    |
| 19:30 UTC+5:30                         | - 吳澄舒 46' - 王珊珊 119' | 報告                                                 | - 植木理子 26', 103' | 場館： Shiv Chhatrapati Sports Complex ： Lara Lee (澳大利亚) |
|                                        |                            |                                                      |                      |                                                               |
| - 張馨 - 張睿 - 楊莉娜 - 高晨 - 王珊珊 |                            | - 熊谷紗希 - 長谷川唯 - 清水梨紗 - 長野風花 - 南萌華 |                      |                                                               |

| 2022年2月6日 亚洲杯 | 中國                                         | 3–2  |                                 | 印度，新孟買                                                     |
|                     | - 唐佳麗 68'（） - 张琳艳 72' - 肖裕仪 90+3' | 報告 | - 崔有利 27' - 池笑然 45+3'（） | 場館： DY·帕蒂尔体育场 入場人數： 0 ： 凯西·赖贝尔特（澳大利亞） |

| 2022年7月20日 东亚锦标赛 | 中國                                | 2–0         | 中華臺北 | 日本，丰田市                                                        |
| 15:30 UTC+9              | - 张琳艳 12' - 苏芯芸 22'（乌龙球） | 报告 (EAFF) |          | 場館： 丰田体育场 入場人數： 100 ： Edita Mirabidova (乌兹别克斯坦) |

| 2022年7月23日 东亚锦标赛 | 中國         | 1–1         |              | 日本，鹿嶋市                                                         |
| 19:00 UTC+9              | - 汪琳琳 76' | 报告 (EAFF) | - 崔有利 34' | 場館： 茨城縣立鹿嶋足球場 入場人數： 352 ： Kate Jacewicz (澳大利亚) |

| 2022年7月26日 东亚锦标赛 | 日本 | 0–0         | 中國 | 日本，鹿嶋市                                                       |
| 19:20 UTC+9              |      | 报告 (EAFF) |      | 場館： 茨城縣立鹿嶋足球場 入場人數： 901 ： Pansa Chaisanit (泰国) |

## 2023年
| 2023年2月16日 友谊赛 | 瑞典                                                    | 4–1 | 中國         | 西班牙，马贝拉                                        |
| 18:30 UTC+1          | - 吕廷·卡内吕德 1' - 亚诺于 3', 14' - 娜塔莉·比约恩 65' |     | - 肖裕仪 50' | 場館： 马贝拉足球中心 ： Olatz Rivera Olmedo (西班牙) |

| 2023年2月22日 友谊赛 | 愛爾蘭 | 0–0 | 中國 | 西班牙，阿尔赫西拉斯                                     |
| 14:00 UTC+1          |        |     |      | 場館： Estadio Nuevo Mirador ： Jason Barcelo (直布罗陀) |

| 2023年4月6日 友谊赛 | 瑞士 | 0–0  | 中國 | 瑞士，卢塞恩                                                       |
| 17:30 UTC+2         |      | 報告 |      | 場館： 瑞士体育竞技场 入場人數： 4,290 ： Katalin Kulcsár (匈牙利) |

| 2023年4月11日 友谊赛 | 西班牙                                       | 3–0  | 中國 | 西班牙，伊维萨                                                                 |
| 18:00 UTC+2          | 阿韦列拉 45' · 德尔卡斯蒂略 61' · 雷东多 81' | 報告 |      | 場館： Estadi Municipal de Can Misses 入場人數： 3,211 ： Jana Adámková (捷克) |

| 2023年7月1日 友谊赛             | 中國         | 1–0 | 俄羅斯 | 中国，青岛                                             |
| 16:00 UTC+8                     | 张睿 61'（） |     |        | 場館： 青岛体育中心国信体育场 入場人數： 0（封闭比赛） |
| 備註： 非国际足联认可的友谊赛。 |              |     |        |                                                        |

| 2023年7月4日 友谊赛             | 中國                     | 2–1 | 俄羅斯                    | 中国，青岛                                             |
| 16:00 UTC+8                     | - 张琳艳 3' - 古雅沙 54' |     | 维罗妮卡·库罗帕特金娜 45' | 場館： 青岛体育中心国信体育场 入場人數： 0（封闭比赛） |
| 備註： 非国际足联认可的友谊赛。 |                          |     |                           |                                                        |

| 2023年7月13日 友谊赛                                        | 巴西                                             | 3–0  | 中國 | 澳大利亚，黄金海岸                                      |
| 12:00 UTC+10                                                | - Luana 7' - 凯瑟琳·索萨 24' - 拉斐尔勒·索萨 60' | 报道 |      | 場館： RACV Royal Pines Resort 入場人數： 0（封闭比赛） |
| 備註： 非国际足联认可的友谊赛。比赛分三节进行，每节30分钟。 |                                                  |      |      |                                                         |

| 2023年7月17日 友谊赛 | 哥伦比亚                                 | 2–2          | 中國              | 澳大利亚，布里斯班                          |
| 10:00 UTC+8          | - ？ 20'（乌龙球） - 卡塔利娜·乌斯梅 48' | 报告（FIFA） | - 吴澄舒 22', 31' | 場館： Meakin Park 入場人數： 0（封闭比赛） |

| 2023年7月22日 世界杯 | 丹麦              | 1–0  | 中國 | 澳大利亚，珀斯                                                        |
| 20:00 UTC+8          | 阿美莱·旺斯高 90' | 报告 |      | 場館： 珀斯矩形球场 入場人數： 16,989 ： 玛丽-索蕾尔·博多因（加拿大） |

| 2023年7月28日 世界杯 | 中國         | 1–0  | 海地 | 澳大利亚，阿德莱德                                                       |
| 20:30 UTC+9:30       | 王霜 74'（） | 报告 |      | 場館： 欣德马什体育场 入場人數： 12,675 ： Marta Huerta de Aza（西班牙） |

| 2023年8月1日 世界杯 | 中國         | 1–6  | 英格兰                                                                                        | 澳大利亚，阿德莱德                                                   |
| 20:30 UTC+9:30      | 王霜 57'（） | 报告 | - 阿莱西娅·拉索 4' - 劳伦·亨普 26' - 劳伦·詹姆斯 41', 65' - 克洛伊·凯利 77' - 蕾切尔·戴利 84' | 場館： 欣德马什体育场 入場人數： 13,497 ： 凯西·赖贝尔特（澳大利亚） |

| 2023年9月22日 亚洲运动会 | 中國 | 16–0 | 蒙古国 | 中国，杭州                                                   |
| 19:30 UTC+8              | 王霜 2', 18', 26', 37' · 王珊珊 8', 31' · 刘艳秋 24' · 杨莉娜 29' · 闫锦锦 49', 84' · 乌日古木拉 57', 86' · 王霜 59' · 欧懿垚 73' · 张馨 76', 90+2' |      |        | 場館： 临平体育中心 入場人數： 6,910 ： Mahnaz Zokae（伊朗） |

| 2023年9月28日 亚洲运动会 | 中國                                                          | 6–0 |  | 中国，杭州                                                      |
| 19:30 UTC+8              | 王珊珊 33', 50' · 沈梦雨 52' · 陈巧珠 56' · 闫锦锦 78', 90+4' |     |  | 場館： 临平体育中心 入場人數： 7,523 ： Thein Thein Aye（缅甸） |

| 2023年9月30日 亚洲运动会 | 中國                                     | 4–0 | 泰國 | 中国，杭州                                                                   |
| 20:00 UTC+8              | - 王珊珊 3' - 王霜 41', 51' - 杨莉娜 81' |     |      | 場館： 临平体育中心 入場人數： 7,932 ： Bernatskaia Veronika（吉尔吉斯斯坦） |

| 2023年10月3日 亚洲运动会 | 中國                                   | 3–4 | 日本                                                            | 中国，杭州                                             |
| 20:00 UTC+8              | - 汪琳琳 20' - 张琳艳 55' - 杨莉娜 60' |     | - 中嶋淑乃 12' - 谷川萌萌子 32' - 千叶玲海菜 35' - 古贺塔子 43' | 場館： 临平体育中心 入場人數： 8,006 ： 金愈贞（韩国） |

| 2023年10月6日 亚洲运动会 | 中國                                                                                | 7–0 |  | 中国，杭州                                                |
| 15:00 UTC+8              | - 欧懿垚 1' - 陈巧珠 26', 62' - 王珊珊 45' - 乌日古木拉 59' - 古雅沙 65' - 姚伟 67' |     |  | 場館： 临平体育中心 入場人數： 38,029 ： 小泉朝香（日本） |

| 2023年10月26日 奥运会资格赛第二轮 | 中國       | 1–2  |                          | 中国，厦门                                                           |
| 19:35 UTC+8                       | 闫锦锦 51' | 報告 | - 宋向心 5' - 韩金红 76' | 場館： 厦门白鹭体育场 入場人數： 12,789 ： 凯特·娅采维奇（澳大利亚） |

| 2023年10月29日 奥运会资格赛第二轮 | 泰國 | 0–3  | 中國                                       | 中国，厦门                                                  |
| 19:35 UTC+8                       |      | 報告 | - 闫锦锦 15' - 陈巧珠 68' - 乌日古木拉 80' | 場館： 厦门白鹭体育场 入場人數： 20,706 ： 山下良美（日本） |

| 2023年11月1日 奥运会资格赛第二轮 | 中國       | 1–1 |            | 中国，厦门                                                           |
| 19:35 UTC+8                      | 王珊珊 78' |     | 沈萸妍 62' | 場館： 厦门白鹭体育场 入場人數： 21,958 ： 凯特·娅采维奇（澳大利亚） |

| 2023年12月2日 友谊赛 | 美国                                                   | 3–0  | 中國 | 美国，劳德代尔堡                                                      |
| 23:00 UTC+8          | - 索菲亞·史密斯 8' - 琳赛·霍兰 52' - 崔妮蒂·羅德曼 77' | 報告 |      | 場館： DRV PNK體育場 入場人數： 8,768 ： 玛丽-索蕾尔·博多因（加拿大） |

| 2023年12月6日 友谊赛 | 美国                          | 2–1  | 中國         | 美国，弗里斯科                                                 |
| 09:00 UTC+8          | - 萨姆·科菲 62' - 潔登·蕭 79' | 報告 | 沈梦雨 45+1' | 場館： 丰田体育场 入場人數： 11,024 ： Lizzet Garcia（墨西哥） |